# Laevidentalium lubricatum
Laevidentalium lubricatum is een Scaphopodasoort uit de familie van de Laevidentaliidae. De wetenschappelijke naam van de soort is voor het eerst geldig gepubliceerd in 1860 door Sowerby.